# تدریجی‌گرایی
تدریجی‌گرایی، یک فرضیه، یک نظریه یا یک اصل است که فرض می‌گیرد، تغییر به تدریج رخ می‌دهد یا اینکه تغییر ماهیتاً تدریجی است و در طول زمان اتّفاق می‌افتد؛ نه در گام‌های بزرگ.
همدیس‌گرایی، قدم‌به‌قدم‌گرایی و اصلاح‌طلبی مفاهیم مشابهی هستند.

## سیاست و جامعه
در سیاست، تدریجی‌گرایی این فرضیه است که تغییرات اجتماعی را می‌توان با قدم‌های کوچک و گسسته به جای سکته‌های ناگهانی مانند انقلاب‌ها یا قیام‌ها به وجود آورد. تدریجی‌گرایی یکی از ویژگی‌های بارز لیبرالیسم سیاسی و اصلاح‌طلبی است. سیاست ماکیاولیستی، سیاستمداران را به طرفداری از تدریجی‌گرایی سوق می‌دهد.
در سیاست سوسیالیستی و در درون جنبش سوسیالیستی، مفهوم تدریجی‌گرایی اغلب از اصلاح‌طلبی متمایز می‌شود. اوّلی اصرار دارد که اهداف کوتاه‌مدت باید به گونه‌ای تدوین و اجرا شوند که ناگزیر به اهداف بلندمدّت منتهی شوند. معمولاً با مفهوم سوسیالیستی لیبرترین قدرت دوگانه مرتبط است و به عنوان راهی میانه بین اصلاح‌طلبی و انقلابیگری تلقی می‌شود.
مارتین لوتر کینگ جونیور با ایدهٔ تدریجی‌گرایی به عنوان روشی برای حذف جداسازی نژادی مخالف بود. دولت ایالات متحده می‌خواست آفریقایی-آمریکایی‌ها و آمریکایی‌های اروپایی-آمریکایی را به آرامی در یک جامعه ادغام کند؛ امّا بسیاری بر این باور بودند که این راهی برای دولت برای به تعویق انداختن هر کاری در مورد جداسازی نژادی است:
وقتی برای درگیر شدن در امر لوکس آرام شدن یا استفاده از داروی آرام‌بخش تدریجی‌گرایی نداریم. اکنون زمان محقق ساختن وعده‌های دموکراسی است.— Martin Luther King Jr.'s
رؤیایی دارم speech, delivered August 28, 1963 at the Lincoln Memorial in Washington, D.C.

## انواع
تدریجی‌گرایی فیلتیک مدلی از تکامل است و این نظریه را مطرح می‌کند که بیشتر گونه‌زایی‌ها کُند، یکنواخت و تدریجی هستند. هنگامی‌که تکامل در این حالت رخ می‌دهد، معمولاً با تبدیل مداوم یک گونه کامل به گونهٔ جدید (از طریق فرآیندی به نام آناژنز) است. در این دیدگاه هیچ خط مشخصی از مرزبندی بین گونه‌های اجدادی و گونه‌های نوادگان وجود ندارد، مگر اینکه شکافته شدن اتّفاق بیفتد.
تدریجی‌گرایی در تغییرات اجتماعی که از طریق اصلاح‌طلبی اجرا می‌شود، یک اصل اخلاقی است که انجمن فابیان به آن متعهد است. به‌طور کلّی‌، اصلاح‌طلبی این فرض است که تغییرات تدریجی از طریق و درون نهادهای موجود، می‌تواند در نهایت نظام اقتصادی و ساختارهای سیاسی اساسی جامعه را تغییر دهد و همچنین انباشت اصلاحات می‌تواند به ظهور یک نظام اقتصادی و شکل کاملاً متفاوت از جامعهٔ سرمایه‌داری کنونی منجر شود. این فرضیهٔ تغییر اجتماعی، ناشی از مخالفت با سوسیالیسم انقلابی است که مدّعی است انقلاب برای رخ دادن تغییرات ساختاری اساسی ضروری است.
در اصطلاح گمانه‌زنی‌های مربوط به نظم نوین جهانی، تدریجی‌گرایی به اجرای تدریجی یک حکومت جهانی توتالیتر اشاره دارد.